# Arthur Patrianova
Arthur Patrianova, brazilski rokometaš, * 22. april 1993, Itajaí

## Življenjepis
Arthur Patrianova je brazilski rokometni reprezentant, ki igra na položaju levega zunanjega igralca. Prihaja iz mesta Itajaí z okoli 200.000 prebivalci, ki leži na jugu Brazilije. Od julija 2015 je član slovenskega prvoligaša RK Celje. To je njegov tretji klub v Evropi, saj je pred tem igral za dva Španska kluba. 